# Hybalus tingitanus
Hybalus tingitanus är en skalbaggsart som beskrevs av Leon Fairmaire 1852. Hybalus tingitanus ingår i släktet Hybalus och familjen Orphnidae. Utöver nominatformen finns också underarten H. t. quedenfeldti.